# Гарсия Санчес, Ману
Мануэль «Ману» Алехандро Гарсия Санчес (исп. Manuel Alejandro García Sánchez, род. 26 апреля 1986) — испанский футболист, выступающий за «Арис (Лимасол)». В основном играет на позиции центрального полузащитника, также может играть в качестве вингера или левого защитника.

## Футбольная карьера

### Ранняя карьера
Рождённый в Виктории-Гастейс (Алава), Гарсия начал свою карьеру в молодёжной академии «Реал Сосьедада». Его профессиональный дебют произошел в сезоне 2005/06 в дубле команды, «Реал Сосьедад B», игравшем в Сегунде В. В июле 2008 года он присоединился к «Эйбару», но сразу же был отдан в аренду «Реал Униону».
Гарсия забил восемь голов, чем помог команде из Ируна вернуться во второй дивизион — спустя 44 года. В июле 2009 года Ману вернулся в состав «оружейников», который, в свою очередь, вылетел в низший дивизион.
30 декабря 2010 года Гарсия присоединился к «Логроньес». В сезоне 2011/12 он забил семь голов.

### Алавес
В июне 2012 года Гарсия перешёл в «Депортиво Алавес». В первый год он стал ключевым игроком в команде, сыграв в 37 турах Сегунды B, и помог своей команде завоевать путёвку во Второй дивизион в плей-офф.
Гарсия дебютировал во Втором дивизионе 24 августа 2013 года. Матч против «Лас-Пальмас» закончился со счётом 1:1. 15 сентября 2013 года он забил свой первый гол. Команда уступила «Реал Мурсии» со счетом 1:2. 2 июля 2014 года Ману подписал новый двухлетний контракт с «басками».
Гарсия сыграл 37 матчей и забил пять голов в сезоне 2015/16, в котором «Алавес» добился возвращения в Ла Лигу после десяти лет в низших дивизионах. Гарсия дебютировал в Ла Лиге 21 августа, забив на последней минуте в матче против «Атлетико Мадрид»; игра завершилась со счётом 1:1.
6 октября 2018 года, выйдя на замену Мубараку Вакасо на 74-й минуте, Гарсия забил гол, что привело к первой победе над «Реалом» — первой для клуба за 88 лет.

## Награды
Алавес
- Победитель Второго дивизиона Испании: 2015/16